# Luchtvaartalliantie
| ■ Star Alliance | ■ SkyTeam | ■ Oneworld |

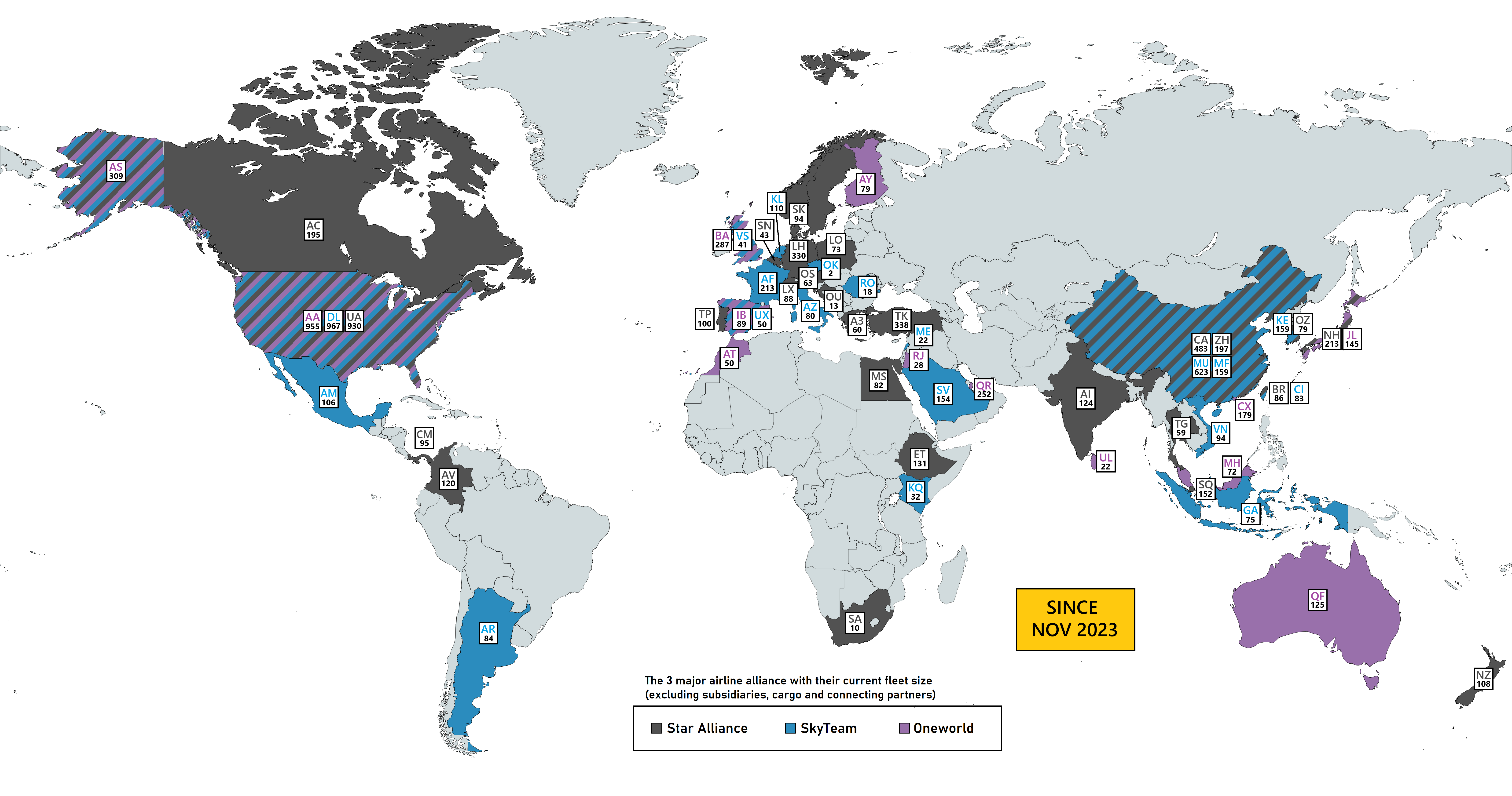
De 3 grootste luchtvaartallianties met de huidige vloot grootte van hun nationale luchtvaartmaatschappij (exclusief dochterondernemingen, vracht en aangesloten partners).
Sinds 1 november 2023

Een luchtvaartalliantie is een samenwerkingsverband tussen twee of meerdere luchtvaartmaatschappijen met verstrekkende gevolgen. Nagenoeg alle grote passagiersmaatschappijen zijn lid van een van de drie grote allianties; Star Alliance, Oneworld of SkyTeam. Ook vrachtmaatschappijen hebben allianties gevormd zoals WOW Alliance, SkyTeam Cargo en ANA/UPS Alliance. Allianties bieden een netwerk van aansluitingen en mogelijkheden die het reizen voor internationale passagiers moet vergemakkelijken. Ook op marketinggebied bieden allianties mogelijkheden, bijvoorbeeld door code sharing. De onderlinge integratie kan zelfs zo ver gaan dat vliegtuigen in alliantie-livery worden gespoten.

## Voordelen
Maatschappijen kunnen meerdere voordelen ondervinden van het aansluiten bij een alliantie, zoals:
- Goedkoop hun netwerk uitbreiden. Door middel van code sharing biedt een maatschappij (op papier) een groter aantal vluchten aan.
- Kostenvermindering dankzij het delen van:
  - Verkoopkantoren
  - Onderhoudslocaties
  - Operationele faciliteiten zoals catering- en it-systemen
  - Operationeel personeel zoals grondstewardessen
  - Investeringen, sterkere onderhandelingspositie
- Voordelen voor reizigers:
  - Lagere prijzen dankzij kostenvermindering op een bepaalde route
  - Meer vertrektijden op een bepaalde route
  - Meer makkelijk te bereiken bestemmingen
  - Kortere reistijd dankzij geoptimaliseerde overstaptijd
  - Gebruik vliegveldlounges van alliantie-leden
  - Sparen van miles bij alle alliantie-leden

Allianties kunnen ook nadelen hebben:
- Hogere prijzen wanneer er geen concurrentie meer is op een route
- Minder vluchten, bijvoorbeeld wanneer twee maatschappijen respectievelijk twee en drie keer per dag op een route vliegen en na het begin van de samenwerking het aantal van vijf vluchten te hoog vindt. Dit gebeurde tussen Detroit en Amsterdam na Delta Airlines en KLM toetraden tot Skyteam.
- Monopoliseren van bepaalde luchthavens op basis van hun eigen interesse

## Allianties
Data van de 3 grootste allianties in de passagiersluchtvaart:
|                             | Star Alliance | Skyteam | Oneworld |
| --------------------------- | --- | --- | --- |
| Opgericht                   | 14 mei 1997 | 22 juni 2000 | 1 februari 1999 |
| Aantal volwaardige leden    | 26 | 19 | 13 |
| Passagiers (2019)           | 762 miljoen | 676 miljoen | 490 miljoen |
| Landen                      | 195 | 170 | 170 |
| Bestemmingen                | 1300+ | 1150+ | 1000+ |
| Vloot grootte               | 5000 | 3600 | 3300 |
| Dagelijkse vluchten         | 19000+ | 15445+ | 13000+ |
| Omzet in Miljard USD (2018) | 213,2 | 152,9 | 142,4 |
| Lounges                     | 1000+ | 790+ | 650+ |
| Huidige leden (2020)        | Aegean Airlines Air Canada A Air China Air India Air New Zealand All Nippon Airways Asiana Airlines Austrian Airlines Avianca Brussels Airlines Copa Airlines Croatia Airlines EgyptAir Ethiopian Airlines EVA Air LOT Polish Airlines Lufthansa A Shenzhen Airlines Singapore Airlines South African Airways Swiss International Air Lines TAP Air Portugal Thai Airways A Turkish Airlines United Airlines A | Aerolíneas Argentinas Aeroméxico A Air Europa Air France A Alitalia China Airlines China Eastern Airlines Czech Airlines Delta Air Lines A Garuda Indonesia Kenya Airways KLM Korean Air A Middle East Airlines Saudia Scandinavian Airlines A TAROM Vietnam Airlines Virgin Atlantic XiamenAir | American Airlines A British Airways A Cathay Pacific A Finnair Iberia Japan Airlines Malaysia Airlines Qantas A Qatar Airways Royal Air Maroc Royal Jordanian S7 Airlines SriLankan Airlines |
| Aangesloten Partners        | Juneyao Airlines Thai Smile | | Fiji Airways |
| Intermodaal partnerschap    | Deutsche Bahn | | |

A Oprichtend lid